# تروت‌وود (اوهایو)
تروت‌وود(به انگلیسی: Trotwood) شهری در ایالت اوهایو کشور ایالات متحده آمریکا است که جمعیت آن در سرشماری سال ۲۰۱۰ میلادی، ۲۴٬۴۳۱ نفر بوده‌است.